# Allomorph
Allomorph (auch Morphemalternante) ist ein Begriff der Linguistik und bezeichnet bedeutungs- oder funktionsgleiche oder -ähnliche Varianten eines Morphems. Es unterscheidet sich vom Morph dadurch, dass seine Zugehörigkeit zu einem bestimmten Morphem festgestellt wurde, es ist klassifiziert. Die Feststellung, zu welchem Morphem ein Allomorph gehört, erfolgt aufgrund seiner ähnlichen oder gleichen Form einerseits und andererseits seiner gleichen grammatischen Funktion oder ähnlichen bzw. gleichen Bedeutung. Gold und güld (in güld-en) sind daher zwei verschiedene Morphe, die ein und dasselbe Morphem realisieren; damit stellen sie auch zwei Allomorphe dieses Morphems dar. Nur in der Flexion werden von vielen Autoren auch solche Allomorphe zu einem Morphem gezählt, die große Formunterschiede aufweisen, wie dies beim Plural deutscher Substantive (s. u.) der Fall ist. So sind die Allomorphe -s (Auto-s) und -er (Kind-er) völlig formverschieden, werden aber von vielen aufgrund ihrer gleichen grammatischen Funktion als Realisierungen ein und desselben Morphems angesehen.

## Definition
Bei Allomorphen handelt es sich um die lautliche Gestalt, die mit einer Bedeutung assoziiert werden kann, welche variabel sein kann.
{/A/} <-> [X]
{/B/} <-> [X]
Formen mit gleicher Bedeutung, aber unterschiedlicher lautlicher Gestalt sind nur dann Allomorphe, wenn sie in komplementärer Distribution stehen. Zwei Formen F1 und F2 stehen in komplementärer Distribution, genau dann, wenn die Kontexte, in denen F1 auftritt, verschieden sind von den Kontexten, in denen F2 auftritt.
Bei der Allomorphie handelt sich um Morpheme (meistens Affixe) {\displaystyle \rightarrow } Allomorphie ist Synonymie auf Morphemebene.

## Kontexte für Allomorphie

### Phonologische Kriterien
Zum Beispiel distinktive Merkmale wie [±obstruent], [±plosiv] Silbenstruktur, Anzahl der Silben, …
⇒ phonologisch bedingte Allomorphie
Beispiel aus dem Tzeltal (Maya, Mexiko): mein = [h] vor einem Konsonanten und [k] vor einem Vokal. Entsprechend für dein und sein ([a] vs. [aw] und [s] vs. [y])
k'ab	Hand          h-k'ab	meine Hand 
      akan	Bein         k-akan	mein Bein 
      lumal	Land        a-lumal	dein Land 
      inam	Frau         aw-inam	deine Frau 
      k'op	Sprache     s-k'op	seine Sprache 
      at'el	Arbeit         y-at'el	seine Arbeit
Die formale Darstellung sieht wie folgt aus:
a)  /h-/ ↔ [1sg,Poss] / [C] 
b)  /k-/ ↔ [1sg,Poss] / [V]

### Morphologische Kriterien
Morphosyntaktische Merkmale wie [sg] / [past] /... oder ein bestimmtes (adjazentes) Morphem, etc.
⇒ morphologisch bedingte Allomorphie

### Lexikalische Kriterien
Die Wahl des Allomorphs hängt von bestimmten lexikalischen Elementen (bzw. deren inhärenten Eigenschaften) ab, ist also nicht vorhersagbar.

## Beispiele für Allomorphe im Deutschen
- Aus der Personalflexion der Verben:
Das Morphem „3. Person Singular Indikativ Präsens“ hat im Deutschen bei schwachen Verben die beiden Allomorphe -et (in: rechn-et) und -t (in: mach-t).
- Aus der Pluralflexion der Substantive:
- Fisch - Fische (Plural-Allomorph: -e)
- Träger - Träger-Ø (Plural-Allomorph: Nullallomorph)
- Vater - Väter (Plural-Allomorph: Umlaut)
- Wald - Wäld-er (Plural-Allomorph: Umlaut + -er)
- Stimme - Stimme-n (Plural-Allomorph: -n)
- Kind - Kind-er (Plural-Allomorph -er)
- Video - Video-s (Plural-Allomorph: -s)
- Maus - Mäus-e (Plural-Allomorph: Umlaut + e)
- Frau - Frau-en (Plural-Allomorph: -en)

Der Plural verschiedener Lexeme wird also mit verschiedenen Allomorphen gebildet. Die Bedeutung dieser Varianten, dass diese nämlich den Plural markieren, ist immer dieselbe. Bei verschiedenen Erscheinungsformen für dieselbe grammatische Funktion wird mitunter auch von einem grammatischen Allomorph gesprochen. Ein Vorschlag zur Behandlung der Regeln für die Wahl der Allomorphe findet sich in Wegener (1995).

## Zur Wahl der Allomorphe
Bei der Wahl der Allomorphe gelten unterschiedliche Regeln:
Wenn man etwa das Wort Thema im Plural verwenden will, hat man die Wahl zwischen -ta (Themata) und -en (Themen); bei Komma kann man wählen zwischen -ta (Kommata) und -s (Kommas). In solchen Fällen, die bei Fremdwörtern häufig sind, können also die Allomorphe teilweise frei gewählt werden: sie stehen in freier Variation zueinander.
Bei den weitaus meisten Substantiven, die auf Vokal enden wie „Video“, wird nur -s als mögliches Pluralallomorph zugelassen; der Auslaut des Wortes bestimmt also die Wahl des Allomorphs. Diese Fälle sind daher phonetisch determiniert (phonetisch/ lautlich bedingt). Hierher gehört auch der oben genannte Fall aus der Verbflexion, wo zwischen -t und -et für die 3. Person Singular gewählt werden muss: regn-et und geh-t.
Bei den meisten Substantiven gilt allerdings weder freie Variation noch phonetische Determination: Die Wahl von -er bei Kind oder -e bei Fisch liegt fest; ein anderes Pluralallomorph ist nicht zulässig. Es gibt aber auch kein lautliches (phonetisches) Merkmal in der Umgebung, das die Wahl bestimmen würde. In solchen Fällen hat man es mit morphologischer Determination (morphologische Bedingtheit) zu tun, was nichts anderes heißt, als dass die Wahl des Allomorphs vom jeweiligen Wort abhängt.

### Wahl des Nominalisierungssuffixes -heit vs. -keit
Regel: einsilbige Stämme nehmen -heit, mehrsilbige nehmen -keit = phonologisch gedingte Allomorphie
Achtung: es gibt Ausnahmen (Sicherheit, Dunkelheit) neben der Silbenzahl spielen noch andere Faktoren eine Rolle bei der Wahl des Allomorphs, aber die Silbenzahl erfasst noch sehr viele Fälle.
a.*Möglich-heit, *Wahr-keit, *Ganz-keit, *Sauber-heit, *Menschlich-heit, *Feuchtig-heit 
b. Möglich-keit, Wahr-heit, Ganz-heit, Sauber-keit, Menschlich-keit, Feuchtig-keit 
Das Pluralmorphem adjazent zum Suffix -heit/-keit ist immer -en (1), in anderen Pluralkontexten aber nicht immer (2)
1) a. Flüssig-keit-en, *Flüssig-keit-er, *Flüssigkeit-s, …
   b. Dumm-heit-en, *Dumm-heit-e, *Dumm-heit-s, *Dummheit-er, …
2) a. Kind-er, *Kind-en
    b. Hund-e, *Hund-en
    c. Auto-s, *Auto-(e)n
Phonetische Determination und morphologische Determination werden unter dem Oberbegriff komplementäre Distribution zusammengefasst.

## Echte vs. Oberflächenallomorphie

### Echte Allomorphie
morphologisches Phänomen - mehr als ein Exponent im mentalen Lexikon, um eine Bedeutung auszudrücken; Auswahl: durch Kontextrestriktionen (im Lexikon gespeichert). Alternation in der Form eines Morphems, die nicht durch Anwendung eines allgemeinen, in der jeweiligen Sprache aktiven phonologischen Prozess ableitbar ist.
a. /bab/ ↔ [X] / [K1] 
b. /pa/ ↔ [X] / [K2] 
• Oberflächenallomorphie
Alternation in der Form eines Morphems mit der Bedeutung [X], die auf phonologische Prozesse zurückzuführen ist = phonologisches Phänomen
- nur ein Morphem (eine Form) für Bedeutung [X] wird im Lexikon gespeichert; später verändern phonologische Prozesse die Form dieses Morphems
a. Lexikon:                   b. Phonologie:
(i) /bab/ ↔ [X]                 /bab/ → /ba/ 
(ii) ...                                /bab/ → /bap/